# Мензура

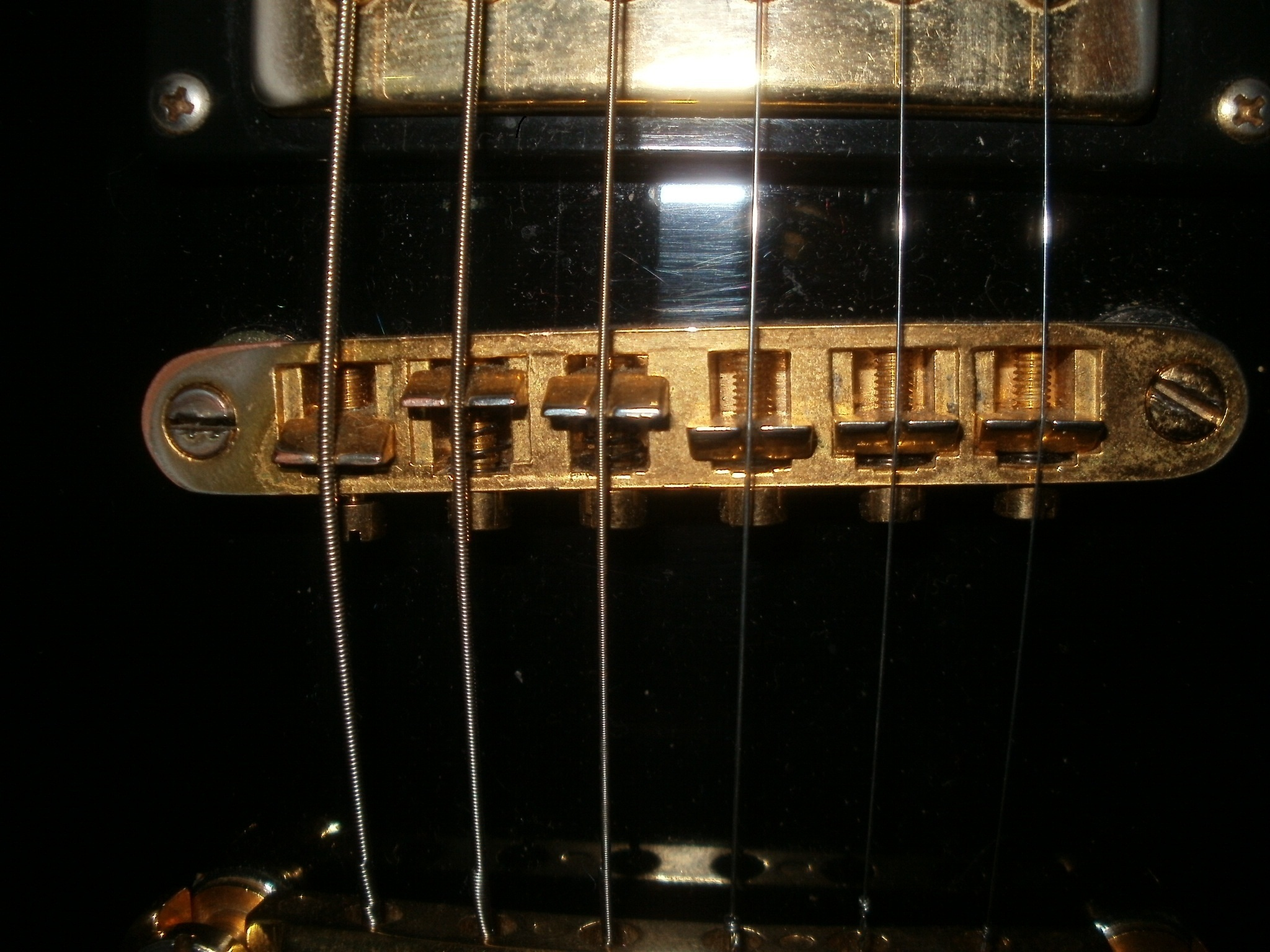
Нижній поріжок електрогітари. Внизу показані регульовані болти від одного до шести під настройку мензури викруткою

Мензура (лат. mensura — міра) — довжина робочої, що звучить частини струни на музичних інструментах. Також мензурою є відмінність повітряних каналів духових інструментів.
До мензури відносять весь набір основних величин такого роду для даного типу інструментів, наприклад, у струнних — довжину, діаметр і натяг струн (а у струнних, ударних і клавіатурно-ударних — ще й лінію удару молоточків, місце збудження струни), у духових — перетин, діаметр і довжину повітряного каналу (в язичкових — профіль, ширину і довжину язичка).
Також — розрахунки розташування струн по ширині корпусу рояля, по ширині грифа, розташування бокових отворів в стінках духових інструментів, розбивку ладів в струнних інструментах.
У струнних щипкових і смичкових інструментах мензурою називають фактичну відстань струн від верхнього до нижнього порожків струнних музичних інструментів, таких як: гітара, скрипка, балалайка і т. д., що є максимальною довжиною частини струни, яка здатна коливатися (звучати). Для гри з більшою мензурою треба докладати більше зусиль, однак менша мензура має більш виражений перкусійний відтінок.

## Мензура гітар
Найпоширеніша мензура електрогітар (ідеальна розрахункова) становить 25,5 дюйма (647,7 мм), як на інструментах фірми Fender, що взяла за основу величину мензури класичних (акустичних) гітар, і 24,75 "(628,7 мм), як на Gibson Les Paul. Стандартна мензура бас-гітари дорівнює 34 "(863,6 мм). Існують також бас-гітари з меншою і більшою довжиною відкритих струн, а також з «косою» мензурою Dingwall — конструкція інструмента така, що довжина товстих струн більше, ніж тонких; це дозволяє надати насиченіший і глибший відтінок низьким басовим нотам, домогтися більш точного темперування кожної зі струн.
- На акустичних гітарах нижній поріжок розташовується під кутом, щоб отримати різну, найточнішу довжину робочої частини всіх струн одночасно.
- Для електрогітар з рухомим бриджем (нижнім порожком) мензуру налаштовують для кожної струни окремо, зазвичай за допомогою викрутки, тюнера і шестигранного ключа.

Окрім довжини струн на правильність мензури впливають металеві лади, матеріал і товщина струн. Відхилення звучання на кожному ладі визначається розмірами металевих ладів. Чим більша висота металевого ладу, тим нижче звучатиме нота на цьому ладі.